# Pivoňka (potok)
Pivoňka je levostranný přítok Černého potoka v okrese Domažlice v Plzeňském kraji. Délka toku činí 13,1 km. Plocha povodí měří 40,0 km².

## Průběh toku

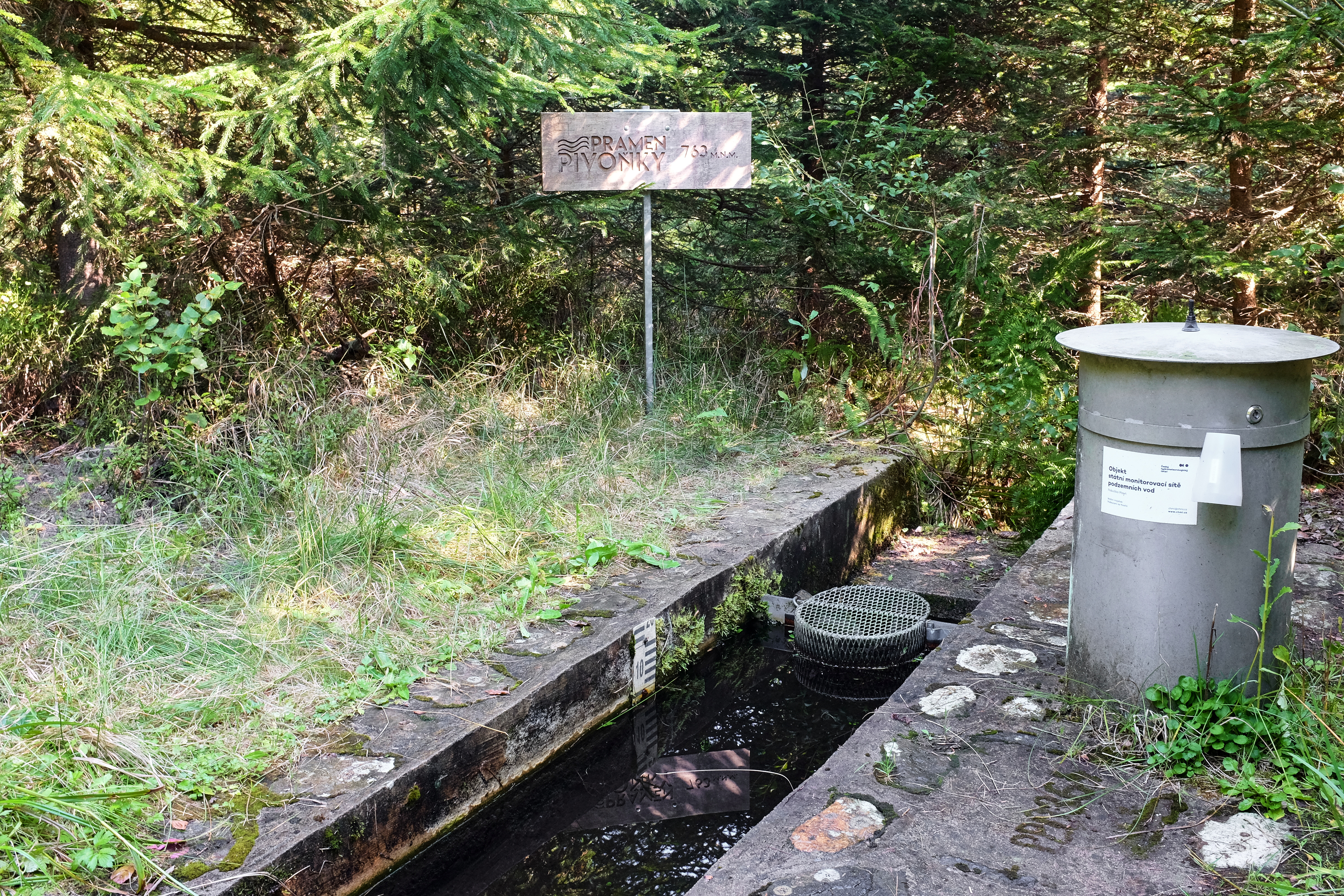
Pramen Pivoňky

Potok pramení v Českém lese, jihozápadně od Pivoně mezi Starým Herštejnem (878 m n. m.) a Lysou (870 m n. m.), v nadmořské výšce okolo 765 m. V pramenné oblasti teče zalesněnou krajinou na východ. Po opuštění lesa se obrací na severovýchod, protéká Pivoní, kde napájí soustavu rybníků. Odtud dále proudí na severovýchod, opouští území CHKO Český les, vtéká do Přírodního parku Český les a protéká Mnichovem. Pod obcí přijímá zleva Mlýnský potok, opouští území přírodního parku a dále pokračuje severovýchodním směrem k Poběžovicím. Zde podtéká nejprve pod silnicí II/195, poté zadržuje vody potoka místní rybník a po dalším krátkém úseku je přes koryto Pivoňky vedena silnice II/196. Tato komunikace spolu se železniční tratí č. 182 je vedena mělkým údolím potoka od Poběžovic až k jeho ústí. Od města tok Pivoňky směřuje dále na východ ke vsi Zámělíč, kterou protéká. Do Černého potoka se vlévá na 7,4 říčním kilometru, severovýchodně od Ohnišťovic, v nadmořské výšce okolo 390 m.

### Větší přítoky
- Mlýnský potok, zleva, ř. km 7,3

## Vodní režim
Průměrný průtok Pivoňky u ústí činí 0,22 m³/s.